# سنجه ارزیابی محصولات رایانه‌ای قابل اعتماد کانادا
سنجه ارزیابی محصولات رایانه‌ای قابل اعتماد کانادا یک استاندارد امنیت رایانه است که در سال ۱۹۹۳ (میلادی) از سوی مرکز امنیت سامانه منتشر شد تا سنجه‌ای را برای ارزیابی محصولات فناوری اطلاعات فراهم کند. این سنجه، آمیزه‌ای از سنجه ارزیابی سامانه رایانه‌ای قابل اعتماد (که «کتاب قرمز» نیز نامیده می‌شود) و سنجه ارزیابی امنیت فناوری اطلاعات اروپا است.
سنجه ارزیابی محصول رایانه‌ای قابل اعتماد کانادا به پیدایش استاندارد سنجه مشترک با نام کامل «سنجه مشترک برای ارزیابی امنیت فناوری اطلاعات» انجامید.
مرکز امنیت سامانه کانادا بخشی از تشکیلات امنیت ارتباطات کانادا است که کار خود را در سال ۱۹۸۸ (میلادی) آغاز کرد تا استانداردی برای امنیت رایانه در کانادا تعریف کند. این مرکز، پیش‌نویسی از سنجه ارزیابی محصول رایانه‌ای قابل اعتماد را در آوریل ۱۹۹۲ منتشر کرد و ویرایش نهایی آن در ژانویه ۱۹۹۳ منتشر شد.